# Kwaśniów Dolny
Kwaśniów Dolny – wieś w Polsce, położona w województwie małopolskim, w powiecie olkuskim, w gminie Klucze.
W latach 1975–1998 wieś administracyjnie należała do województwa katowickiego.

## Integralne części wsi
| SIMC    | Nazwa       | Rodzaj    |
| ------- | ----------- | --------- |
| 0215114 | Ostra Górka | część wsi |
| 0215120 | Przełajka   | część wsi |

## Historia
W wieku XIX miejscowość jest opisana jako: Kwaśniów, wieś w powiecie olkuskim, gminie Ogrodzieniec, parafii Chechło. Leży przy drodze z Pilicy do Olkusza, o 15 wiorst. od Łaz.
Wspomina ją Długosz, jako dziedzictwo Jana (Jan Kwaśniowski) herbu Stary koń (II, 196).
W 1827 r. 42 domów, 370 mieszkańców. W drugiej połowie XIX w. obszar dworski, był rozparcelowany. Przed parcelacją miał przestrzeni 1746 mórg, to jest grunta orne i ogrody mórg 568, łąk mórg 59, pastw. mórg 31, lasu mórg 1029, nieużytki i place mórg 59, budynków murowanych 13, z drzewa 21.
We wsi była gorzelnia, dwa młyny, pokłady kamienia wapiennego, torfu i marglu.
W drugiej połowie XIX w. wieś Kwaśniów miała domów 67, z gruntami mórg 552, sąsiadująca wieś Cieślin domów 24, z gruntami mórg 98, wieś Huciska osad 13, z gruntem mórg 89.

## Zabytki
Obiekty wpisane do rejestru zabytków nieruchomych województwa małopolskiego:
- Wieża mieszkalno-obronna.

W północnej części wieś Kwaśniów Dolny graniczy z Kwaśniowem Górnym.